# Ste-Radegonde (Talmont)

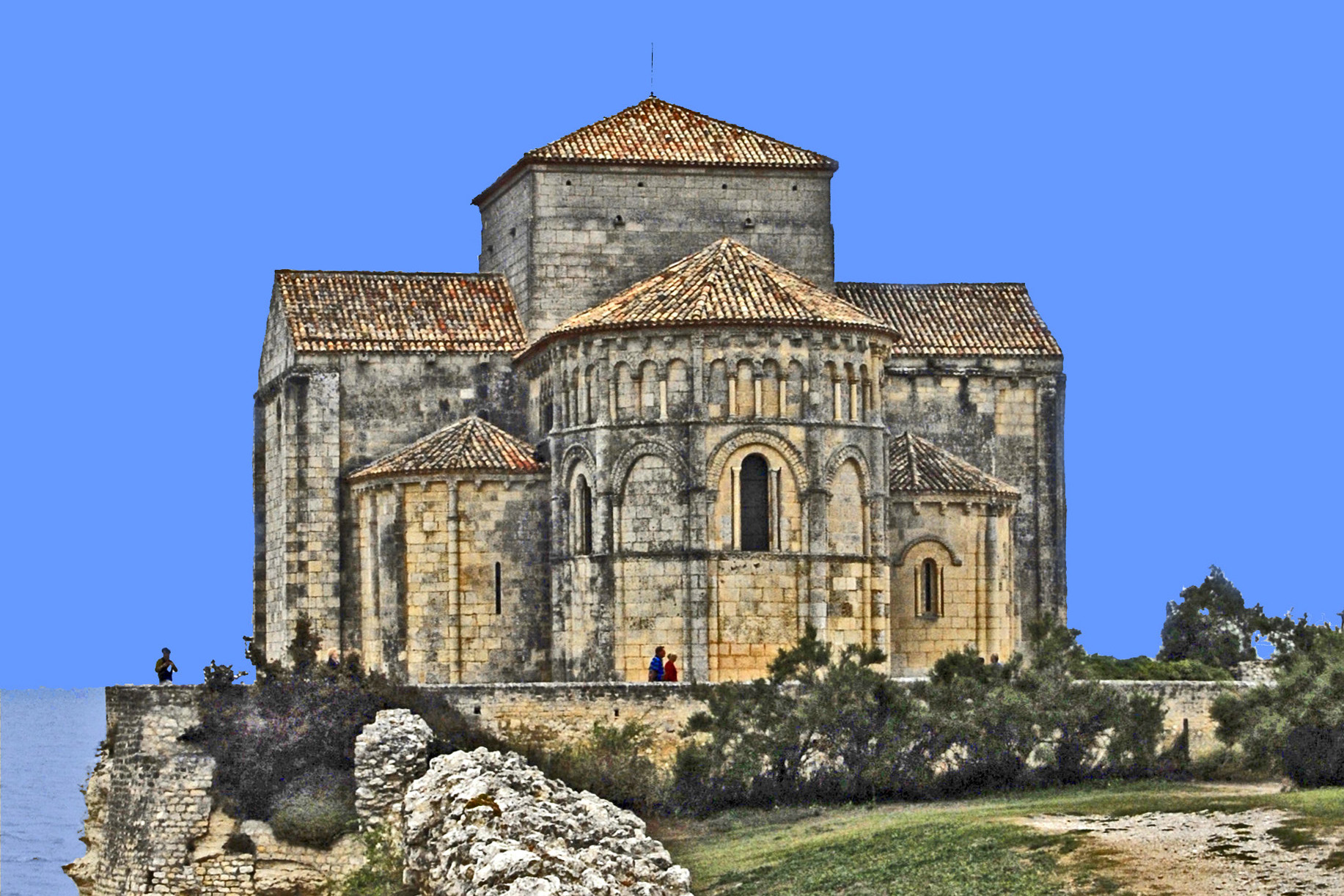
Ste-Radegonde de Talmont, Chorhaupt mit Querhaus und Vierungsturm, von Osten

Die romanische Pfarrkirche Ste-Radegonde befindet sich auf einer Uferklippe des Mündungstrichters der Gironde am Rand der französischen Gemeinde Talmont-sur-Gironde im Département Charente-Maritime in der Region Nouvelle-Aquitaine, circa 30 Kilometer südwestlich von Saintes und 12 Kilometer südöstlich von Royan. Sie ist bekannt für ihre spektakuläre Lage und ihre Architektur im regionalen Stil der Saintonge-Romanik.

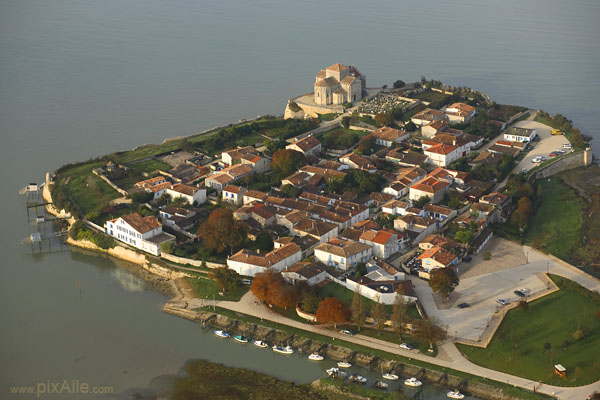
Talmont-sur-Gironde, Luftaufnahme von NO, ganz hinten die Kirche Ste-Radegonde

## Geschichte
Römische Siedlungsspuren hat man ein bis zwei Kilometer landeinwärts gefunden. Vermutlich handelt es sich dabei um eine Stadt mit Lagerhäusern, Thermen und einem Amphitheater.
Auf der am weitesten ins Meer hinausreichenden Felsklippe gab es in Nähe der heutigen Kirche bereits kurz nach karolingischer Zeit (8. bis 9. Jahrhundert) eine Kapelle Ste-Radegonde, den Vorgängerbau der heutigen Kirche. Sie blieb noch bis ins 15. Jahrhundert bestehen.
Die Kapelle war der Heiligen Radegundis (frz. Radegonde) gewidmet, einer fränkischen Königin königlich-thüringischer Herkunft, geboren gegen 520, mit einem christlichen, für die damalige Zeit hervorragend dokumentierten Lebenswandel. Sie lebte seit 558 in den Diensten des von ihr gegründeten Klosters Sainte-Croix in Poitiers als Nonne, wo sie nach einem wohltätigen Leben und Wirken am 13. August 587 verstorben ist.
Vom 10. Jahrhundert bis zum 13. Jahrhundert unterhielten die Seigneurs de Talmont im Bereich der heutigen Siedlung einen befestigten militärischen Posten, das castrum Talamo, das von erheblicher militärstrategischer Bedeutung war. Vom Ufer der kleinen Halbinsel aus ließ sich der äußere Mündungstrichter der Gironde weiträumig überblicken. Der Meeresspiegel lag damals deutlich höher als heute.
Im Jahr 1094 wurde die Kapelle an die Benediktiner der Abtei von Saint-Jean-d’Angély verkauft. Nicht lange danach und im frühen 12. Jahrhundert (nach anderen Quellen von 1140 bis 1170) entstand auf Veranlassung der Abtei von Saint-Jean-d’Angély die heute noch weitgehend erhaltene Kirche im Stil der Hochromanik der Saintonge. Sie wurde in zwei Bauabschnitten errichtet: der erste Abschnitt besteht aus dem Querhaus, dem Chor und den Querhauskapellen, der zweite aus dem heute nur in Resten erhaltenen Schiff und der vermutlich üppig dekorierten Westfassade. Nach dem Historiker Ch. Dangibaud wurde Ste-Radegonde von den gleichen Baumeistern errichtet, die auch die Kirchen von Rétaud, Rioux, Pont-l’Abbé und Arces bauten. Es existieren entsprechende Ähnlichkeiten in den Bauformen.
Parallel zur Errichtung der Kirche entstanden auch die Bauten des zugehörigen Priorates von Talmont, das in Abhängigkeit von der Abtei Saint-Eutrope in Saintes geführt wurde.

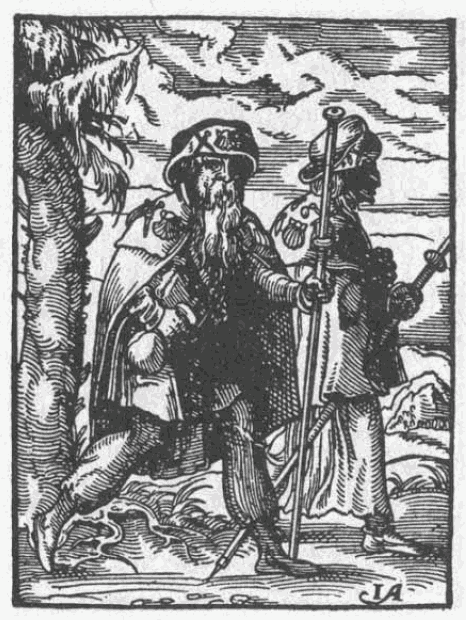
Jakobspilger, Darstellung von 1568

Die Wallfahrt nach Santiago de Compostela erfuhr im 12. Jahrhundert einen großen Aufschwung. Eine der vier Hauptrouten, die Via Turonensis kam über Saint-Jean-d’Angély und Saintes und führte in Verlängerung dieser Richtung direkt nach Talmont, das damit für viele Pilger eine wichtige Etappe nach Santiago wurde. Von hier aus hatten sie die Wahl verschiedener Wegeführungen, entweder direkt über den breiten Mündungstrichter der Gironde überzusetzen, oder entlang des Girondeufers bis nach Blaye zu reisen, und dort den Fluss Garonne zu überqueren, und weiter über Bordeaux nach Süden zu reisen, oder man benutzte den bequemeren Seeweg bis zum Golf von Biskaya (die letzte Möglichkeit ist umstritten, vermutlich eine sekundäre Wegeführung). Zur Einschiffung gab es hier einen kleinen Hafen.
Die Herrschaft von Talmont wurde 1284 von Edward I. von England käuflich erworben, der sie befestigte und daraus eine umschlossene Stadt (Ville close) machte, vergleichbar mit den Bastiden im Südwesten Frankreichs. Im 13. Jahrhundert wurde auch die Kirche wehrtechnisch befestigt.
Während des Hundertjährigen Krieges (1339–1453) wurde Talmont immer wieder belagert und abwechselnd von Franzosen oder Engländern besetzt.
Die Talmontaiser blieben in der Zeit der Religionskriege (1562–1598) immer Katholiken. Die Prioratsgebäude sind offensichtlich den Verwüstungen des Hundertjährigen Krieges und/oder der Religionskriege vollständig zum Opfer gefallen.
Im 14. Jahrhundert zerstörte ein verheerendes Hochwasser der Gironde große Teile des Kirchenschiffs – vermutlich wurden zwei oder drei Joche mitsamt der romanischen Fassade niedergerissen. Danach wurde die heutige Westfassade vor dem verbliebenen Teilstück des Schiffs hoch geführt, von zwei Strebepfeilern flankiert und mit einem gotischen Portal versehen.
In den südlichen Strebepfeiler der Apsis ist eine Sonnenuhr eingraviert. Sie wird datiert auf das Jahr 1586.
Während der Fronde des Princes im Jahr 1652 besetzten spanischen Truppen im Bündnis mit den Frondeurs die Stadt, zerstörten ihre Mauern und evakuierten sie.
Im späten 19. Jahrhundert wurde unter dem Niveau des Vorplatzes eine kleine Krypta als Ossuarium (Beinhaus) angelegt. Bereits im Jahre 1890 wurde Sainte-Radegonde unter Denkmalschutz gestellt und als Monument historique eingestuft. Danach erfolgten zahlreiche Restaurierungen und Rekonstruktionen, die wichtigsten im Jahr 1935 (Querschiff und Kuppel des Vierungsturms).
Während des Ersten Weltkriegs begannen die Amerikaner 1918 mit dem den Bau eines großen Hafens, um dort landen zu können. Mit dem Eintritt des Waffenstillstandes am 11. November wurde der weitere Ausbau gestoppt.
Im Jahr 1970 und danach gab es weitere Restaurierungen, unter anderen eine Verfestigung der Felsklippe und deren Abmauerung. Die Restaurierungsarbeiten wurden im Jahr 2004 abgeschlossen.

## Bauwerk

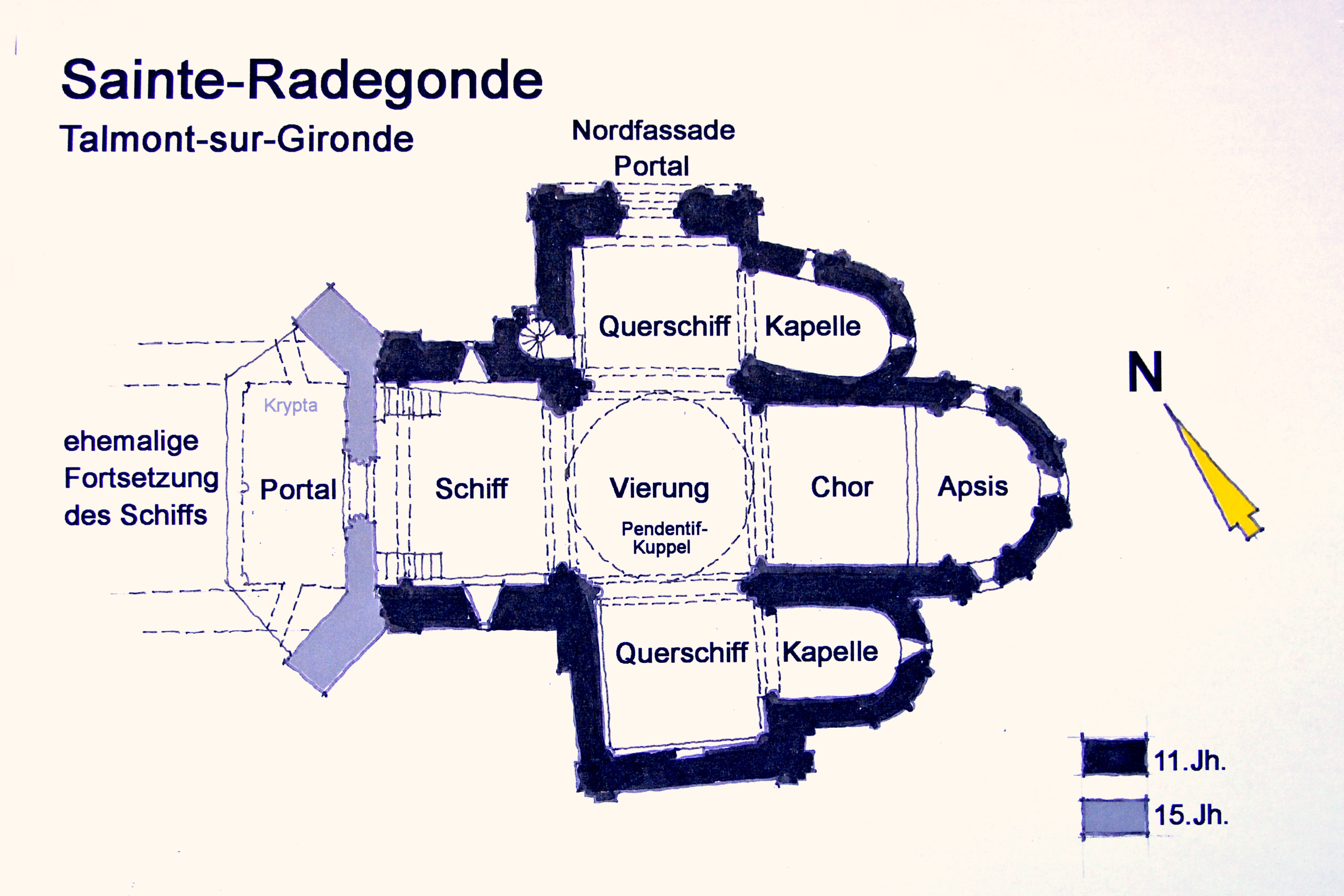
Ste-Radegonde, Grundriss

### Äußere Erscheinung

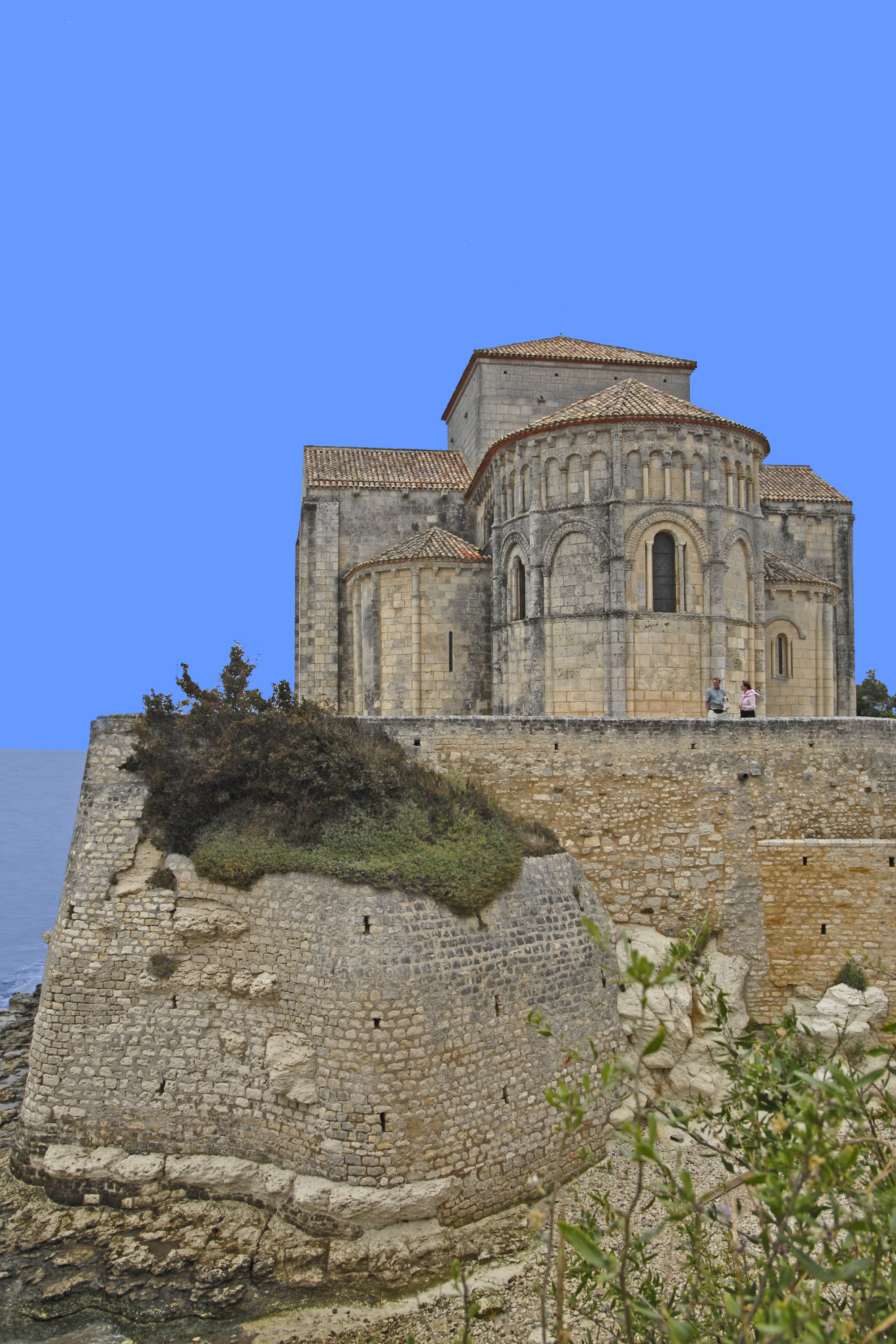
Chorhaupt von Osten

Die beiden Bauabschnitte des heutigen Baus entstanden gegen Ende des 11. Jahrhunderts und im beginnenden 12. Jahrhundert. Im ersten Bauabschnitt wurden das vollständig erhaltene Querhaus, der Chor und seine Kapellen errichtet, im zweiten das Schiff mit vermutlich zwei oder drei Jochen, von denen aber nur das letzte noch existiert, und vielleicht eine Schmuckfassade im Westen. Durch das stark verkürzte Schiff ähnelt die Kirche heutzutage einem Zentralbau. Das Mauerwerk besteht aus beigefarbenen bis gelblichen Naturwerksteinen, die heute überwiegend eine hell- bis dunkelgraue Patina angesetzt haben. Die Verwitterung unter unmittelbarem Einfluss der Meeresbrandung und der salzhaltigen Luft konnte an diesem Bauwerk stark schädigende Einflüsse ausüben. Die großen Blocksteine sind von Steinmetzen exakt zugerichtet und geglättet und im Verband vermauert worden. Alle Dachflächen sind mit rötlichen Hohlziegeln in römischer Form eingedeckt.

#### Schiff

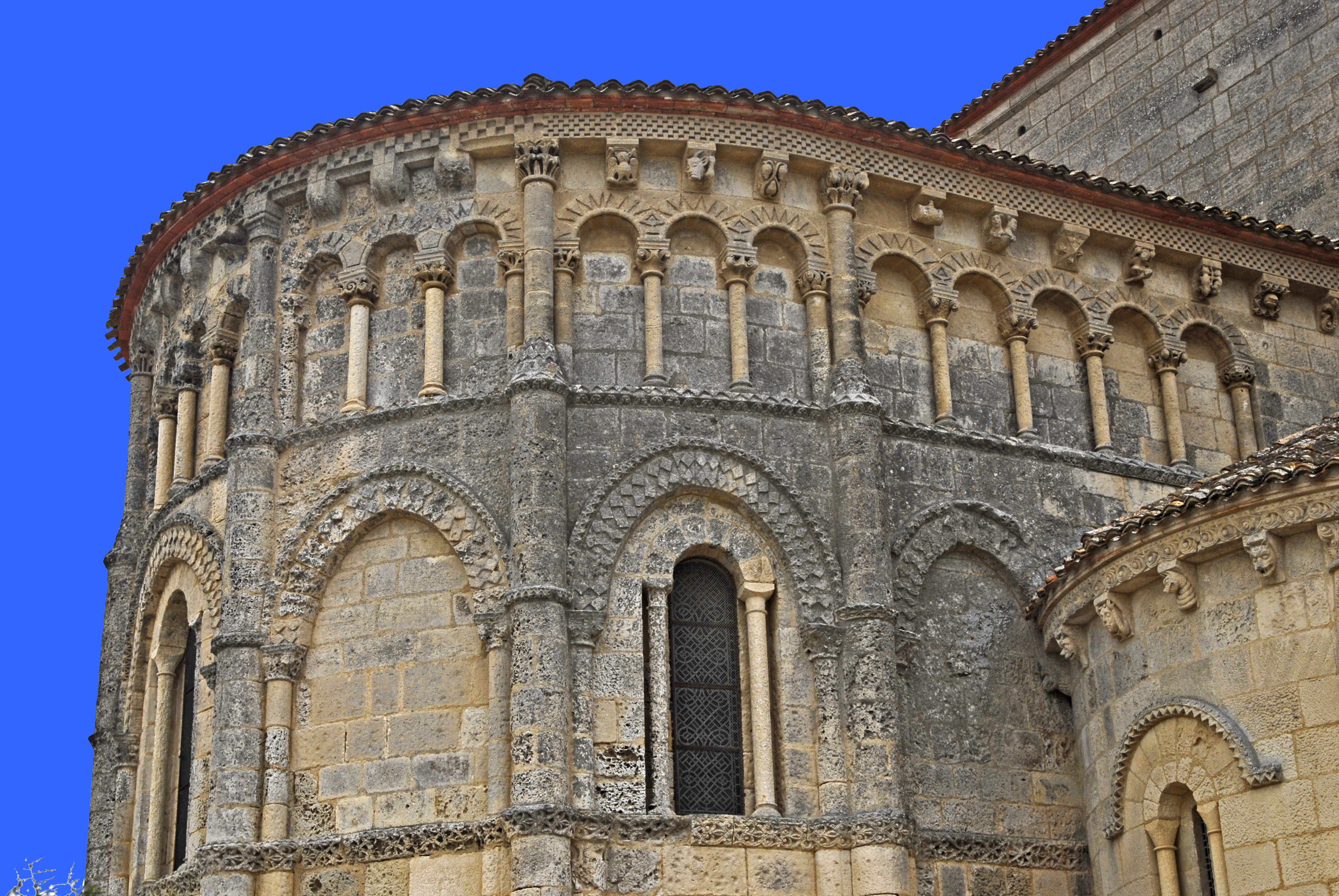
Chorhaupt seitlich, von Nordosten

Der Rest des Schiffs erstreckt sich über das letzte Joch, es ist kaum breiter als der Vierungsturm. Die ehemals vorhandene Verlängerung um ein oder zwei Joche wäre heute nicht möglich, da für sie nicht genügend Raum auf dem Felsen zur Verfügung stände – kurz vor der heutigen Fassade geht es senkrecht abwärts, da der Fels im Laufe der Zeit von der Wucht des Meeres weggespült worden ist. Er wurde ersetzt durch eine Steinmauer mit Brüstung, welche auch noch weiter um die Südseite herumreicht.
Die Traufhöhe des Schiffs ist etwas größer als diejenige des Querhauses. Das flach geneigte Satteldach wird von der nach dem großen Unglück errichteten Fassadenwand geringfügig überragt. Auf den Seitenwänden gibt es noch je einen der ursprünglichen gering auftragenden Strebepfeiler, der dem letzten noch erhaltenen inneren Gurtbogen gegenüber angeordnet ist. Etwa in der Jochmitte ist auf beiden Seiten je ein schlitzartiges Fenster mit einem kleinen Rundbogen ausgespart, ähnlich einer Schießscharte. Die Traufausbildung mit verdeckter Regenrinne und Wasserspeiern entspricht derjenigen an den Querhausarmen (siehe Abschnitt Querhaus).

#### Westfassade

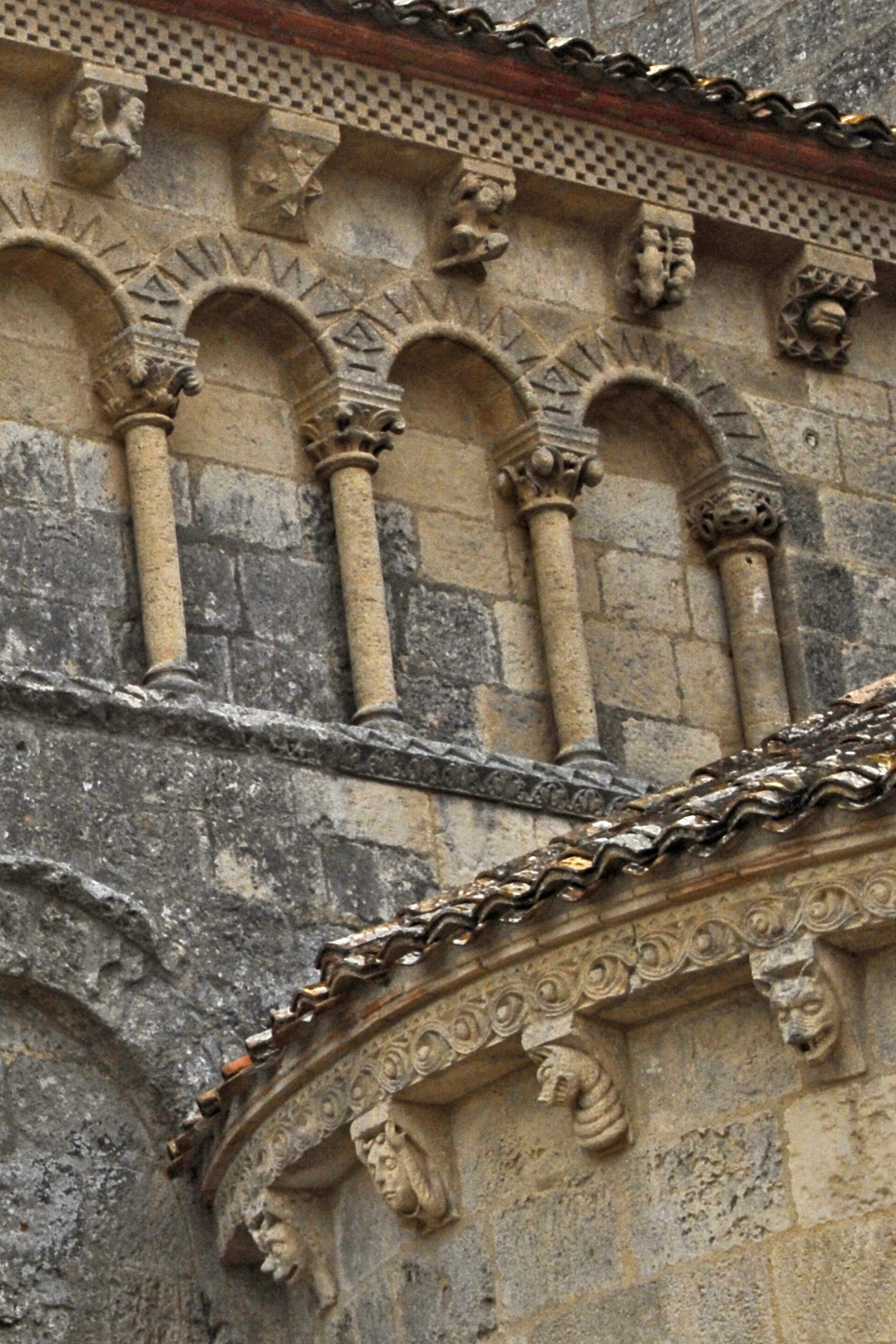
Traufgesimse an Chor und Kapelle, mit Kragsteinskulptur

Die Fassade wird dominiert von den überdimensional und gewaltig wirkenden, diagonal an ihren Wandecken angeordneten Strebepfeilern. Sie reichen mit den Firsten ihrer steilen Satteldächer bis knapp unter die Dachtraufen. Einziger Schmuck der Fassade bildet das Hauptportal in gotischem Stil; es ist mit einem Spitzbogen überdeckt. Die Gewände und Archivoltenbögen sind vierfach abgestuft. Die Seiten werden flankiert von schlanken, im Querschnitt rechtwinkligen Pfeilervorlagen, auf denen der äußere Bogen ruht. Die Vorlagen verlängern sich aufwärts, mit verjüngtem und um 45 Grad gedrehten Querschnitt, um mit ornamentierten Fialen in Höhe des Bogenscheitels zu enden. Die äußeren Bogenhälften wurden mit Krabben verziert und sind in der Mitte, bevor sie zusammentreffen, nach oben gebogen. Die so entstehende Spitze trägt eine Art Kreuzblume. Über dem Portal ist ein spitzbogiges Fenster ausgespart ohne jegliche schmückende Ausstattung.

#### Vierungsturm

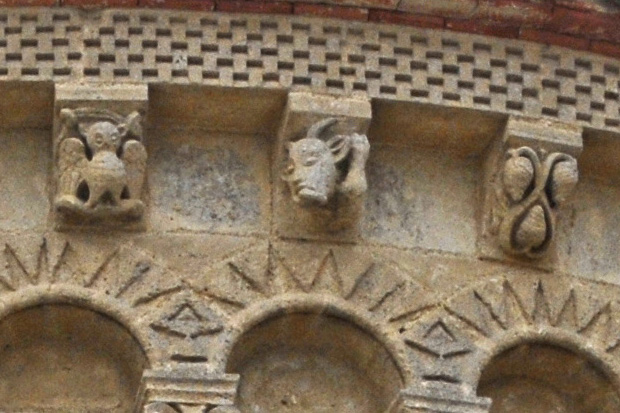
Traufgesims am Chor, Detail Kragsteinskulptur

In Verlängerung des Schiffs schließt sich der quadratische, gedrungen wirkende Vierungsturm an. An seinen übrigen drei Seiten sind die beiden Querhausarme und der Chor angebaut, untereinander gleich breit und hoch, und mit flach geneigten Satteldächern überdeckt. Der Vierungsturm weist eine ungewöhnlich geringe Höhe über den ihn umgebenden Bauteilen auf; er birgt keine Glocken. Seine glatten Außenwandflächen weisen – abgesehen von kleineren Lüftungslöchern – keine Öffnungen oder sonstige gestaltende Strukturen auf. Es gibt aber etwa einen Meter unter der Traufe einen umlaufenden Rückversatz der Wände, in dessen Höhe auf jeder Seite zwei Wasserspeier hinausragen. Welche Aufgabe sollten diese erfüllen, bei einem allseits geschlossenen und überdachten Turm, bei dem das Regenwasser über die Traufen abfließt? Es gibt dort auch keine „verdeckte Dachrinne“ wie am Querhaus (siehe dort). Es wäre aber folgendes denkbar: In Zeiten notwendiger Verteidigung entfernte man den Dachstuhl des Turms und schuf eine begehbare Dachfläche in Höhe des Rückversatzes, die über die heute noch vorhandenen Wasserspeier nach außen hin entwässert wurden. Bei dem Vierungsturm handelte es sich dementsprechend um einen Wachturm, auf dem sich die Wachen oder Verteidiger hinter den Brüstungsmauern schützen konnten. Vermutlich ist das eine der im Abschnitt „Geschichtliches“ aufgeführten Befestigungsausstattungen der Kirche im 13. Jahrhundert. In einer anderen Quelle ist die Rede von einem früheren Glockenturm über der Vierung, allerdings auch von seiner militärischen Bedeutung als befestigter Wachturm. Dort wird auch festgestellt, dass der Turm seine heutige Form zu Beginn des 20. Jahrhunderts erhalten hat. Der Turm ist heute mit einem flach geneigten Pyramidendach überdeckt. Die Traufen bestehen aus einem im Querschnitt rechtwinkligen steinernen Kraggesims, darüber sind die Sparrenköpfe mit einem schrägen, rot gefärbten Brett abgedeckt, das von der ersten Dachziegelreihe geringfügig überragt wird.

#### Querhaus
Der zur Gironde weisende südliche Querhausarm trägt, außer den lisenenartigen Pfeilervorlagen auf den Gebäudeecken, einem einfachen Fries auf der Stirnwand, in Höhe der Traufen, und einem kleinen Fenster knapp darunter, keine Schmuckelemente oder Strukturen. Er ragt bedrohlich nahe der senkrecht zur Wasseroberfläche absteigenden Felsklippe auf. Bei der Stirnwand oder „Fassade“ des nördlichen Querhausarms sieht das ganz anders aus. Sie ist seit dem Verschwinden der alten Westfassade die eigentliche Schauwand und der Hauptzugang der Kirche. Es ist sogar wahrscheinlich, dass sie das schon immer war, da die Besucher oder Pilger stets von der Dorfseite zur Kirche gelangten, und das war und ist heute immer noch die Nordseite (siehe Abschnitt 'Die Nordfassade').
Die Längswände des Querhauses weisen ein interessantes Architekturdetail auf. Etwa 20 cm unter den Traufziegeln kragen vier (am Nordarm) bzw. drei (am Südarm) steinerne Wasserspeier weit aus. Bei näherem Hinsehen entdeckt man hinter der ersten oder zweiten Reihe der Dachziegel eine von ihnen verdeckte Regenrinne aus Stein. Das vom Dach über die Ziegel ablaufende Regenwasser kann nicht bis auf die unterste Reihe der Ziegel gelangen, weil es kurz davor in die vorgenannte Rinne abtropft, und dann über sie in die Wasserspeier gelangt, und von da aus konzentriert abfließen kann. Am nördlichen Querhausarm werden die Wasserspeier von einem ornamentierten Gesimsband auf skulptierten Kragsteinen unterstützt. Das Schiff weist das gleiche Traufdetail auf.

#### Chorhaupt
Die Ostseite der Kirche wird dominiert von den Apsiden des Chors und den ihn flankierenden Querhauskapellen. Sie unterscheiden sich im Wesentlichen durch ihre verschiedenen Größen. Der Grundriss des Chores weist zunächst etwa die Dimension eines der Querhausarme auf, wird aber um die halbkreisförmige Apsis verlängert. Das flach geneigte Satteldach des Chors schließt mit gleicher Neigung in Form eines halben Kegels ab. Etwas mehr als die halbe Breite der Chorapsis weist die Breite der Kapellenapsiden auf. Die Formen von Grundriss und Querschnitt entsprechen denen des Chors, sind nur deutlich kleiner. Die Höhe ihrer Dachfirste endet gut einen Meter unter der Traufhöhe des Querhauses.

##### Grobgliederung

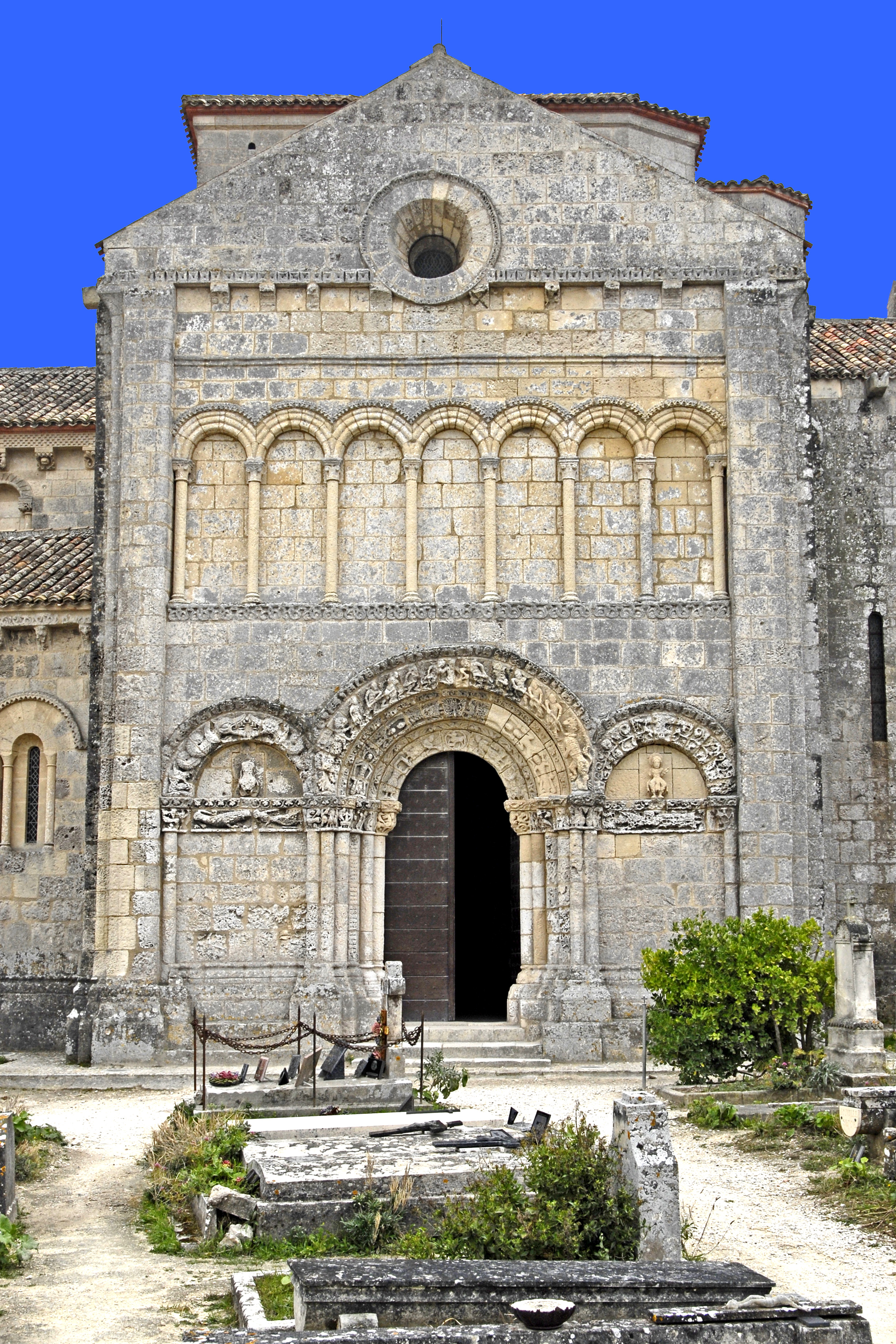
Nordfassade

Die horizontale Gliederung des Chors und seiner Apsis in drei 'Geschosse', deren Höhen nach oben hin abnehmen, erfolgt mit Hilfe von zwei auskragenden Gesimsbändern. Ihre Sichtseiten sind beim unteren und breiteren, mit üppigem pflanzlichen Dekor, und beim oberen und schmaleren, mit geometrischem Dekor geschmückt. Die Bänder verlaufen über die Wände und um alle durchgehenden Säulen herum. Den oberen Abschluss bildet das stark dimensionierte Traufgesims, im Querschnitt fast quadratisch, in Abschnitten mit einer Hohlkehle auf der Sichtkante. Seine senkrechte Sichtfläche ist schachbrettartig ornamentiert. Das Gesims wird gestützt durch sechs Säulen und dazwischen von Kragsteinen. Der untere Abschluss der Wände, wie auch derjenige der übrigen Gebäudeteile, bildet ein etwas über Kniehöhe reichender, vortretender Sockel, der oberseitig mehrfach profiliert ist.
Die Chorapsis wird vertikal gegliedert durch sechs kräftige Rundstützen, die deutlich mehr als ihre Querschnittshälfte aus den Wänden vorstehen. Sie reichen bis unter das Traufgesims, ihr Durchmesser ist allerdings im obersten 'Geschoss’ nur noch halb so groß wie an der Basis. Im Bereich der Kapellenanbauten gibt es diese Säulen nicht. Das mittlere Feld ist etwas breiter als die übrigen.
Die Kapellen besitzen keine waagerechte Unterteilungen in 'Geschosse'. Die Kapellenwände sind nur vertikal mit Halbrundstützen unterteilt, die südliche mit drei und die nördliche mit zwei, die aber deutlich schlankere sind als beim Chor. Ähnlich wie bei den Chorsäulen ist das obere, hier knapp einen Meter lange Teilstück dünner als das untere. Bei der nördlichen Kapelle werden etwas dickere Säulen von je zwei dünneren begleitet. Das kantige Kraggesims unter den Traufen ist auf den senkrechten Sichtflächen pflanzlich dekoriert und wird von aufwändig skulptierten Kragsteinen unterstützt.

##### Feinstrukturen

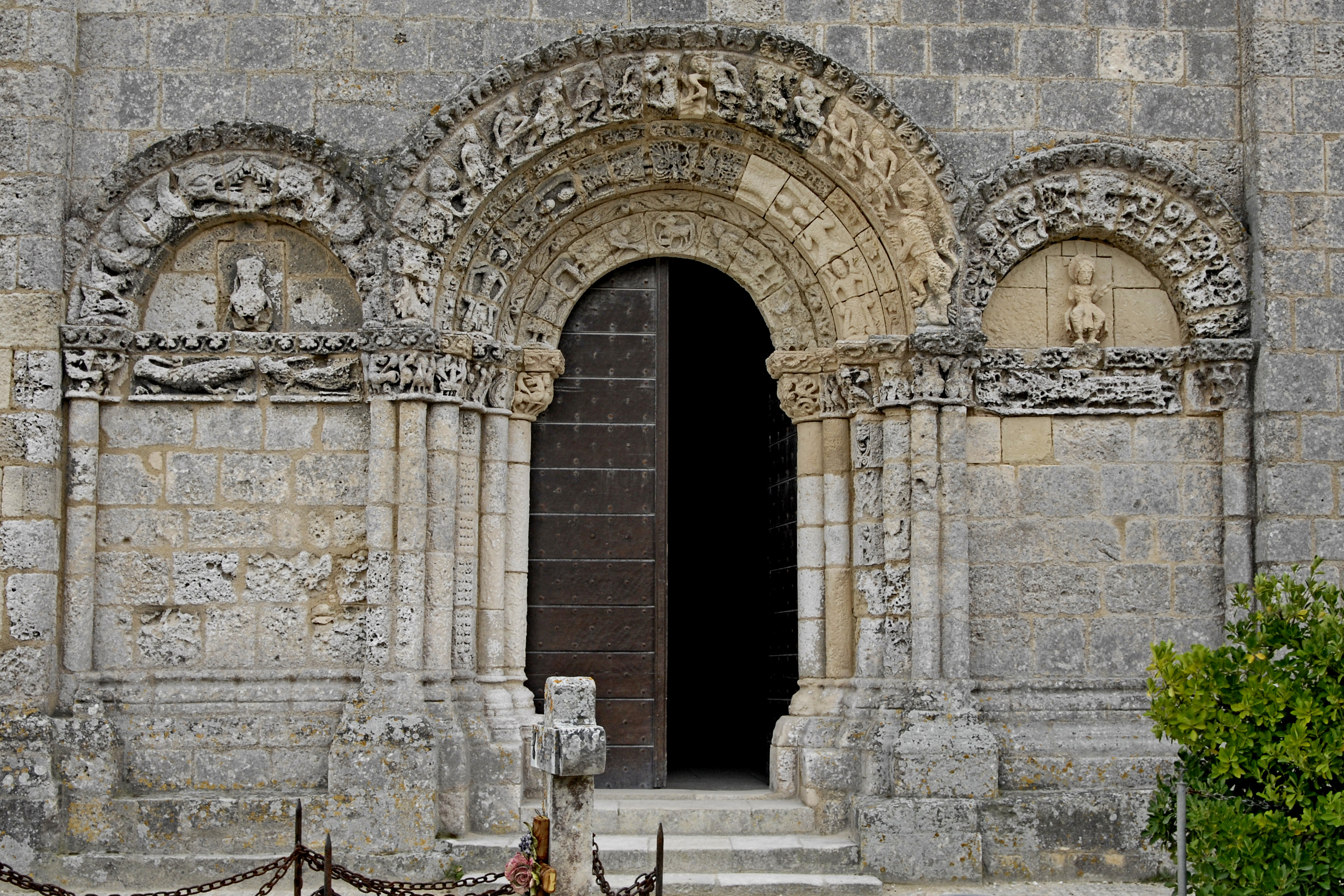
Nordfassade, Erdgeschoss, Archivoltenportale

Die sechs hohen Säulen werden durch die geschoss-teilenden Bänder umschlossen. Im ersten Obergeschoss gibt es auf dessen halber Höhe noch ein solches Schmuckband. Die dünnere Säulenverlängerung im zweiten Obergeschoss besitzt eine Basis, die vom größeren Durchmesser des unteren Säulenabschnitts zu dem wesentlich kleineren des oberen Abschnitts überleitet – sie ähnelt einem umgedrehten Kapitell mit geometrischer Plastik. Die Säulen enden mit pflanzlich dekorierten Kapitellen.

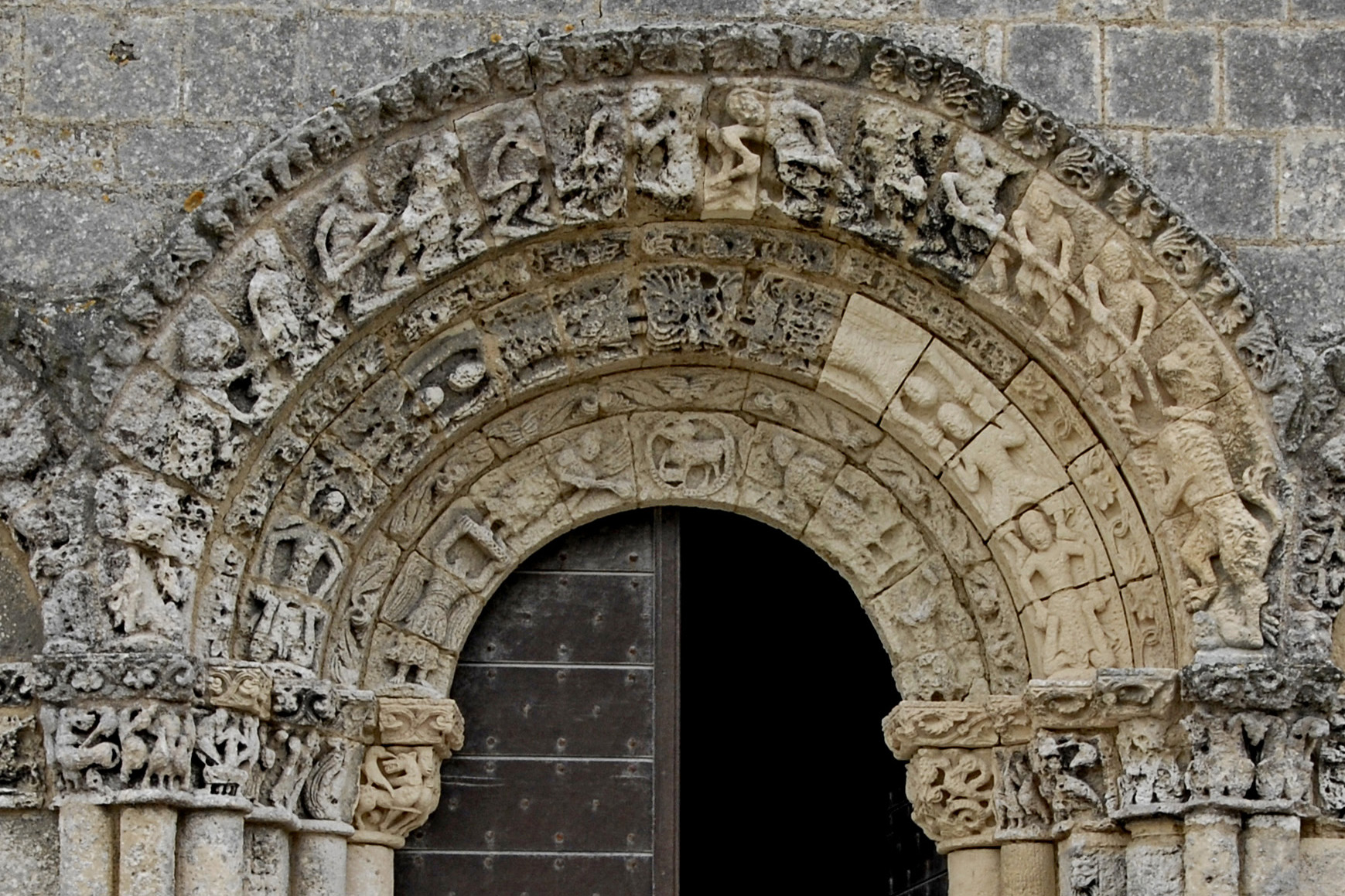
Archivoltenhauptportal

Die fünf Flächen zwischen den Säulen sind untereinander gleich strukturiert, bis auf die Fensteröffnungen, die es nur in drei Feldern gibt. Über die beiden ersten Geschosse erstreckt sich eine Blendarkade aus schlanken Halbsäulen, die neben den dicken fassadeteilenden Säulen als Begleiter gestellt sind, und aus einem halbkreisförmigen Bogen. Die Säulen werden durch das geschossteilende Band in einen dickeren unteren und einen dünneren oberen Abschnitt geteilt, auf dem pflanzlich geschmückte Kapitelle zum Bogen überleiten. Der Bogen besitzt einen rechteckigen Querschnitt mit frontseitiger geometrischer Struktur. Er wird überfangen von einem schmalen, auskragenden und geometrisch gestalteten Band. Da das mittlere Feld etwas breiter ist, als die anderen, reicht sein Bogen etwas höher hinauf, fast bis zum Unterteilungsband. Im mittleren Feld, und den beiden äußeren der Chorapsis, ist im ersten Obergeschoss je ein schlankes Fenster mit Halbkreisrundbögen ausgespart, die über dem geschossteilenden Band beginnen. Ihre Gestaltung besteht aus einem Archivoltenbogen aus glatten Keilsteinen, der auf zwei schlanken Rundsäulen mit schlicht geformten Kapitellen und Basen ruht.
Im dritten Geschoss sind die Felder mit je drei, im mittleren mit vier Blendarkadennischen bestückt. Die Arkadenbögen bestehen aus Keilsteinen, die fast modern anmutende geometrische Ornamente tragen. Sie ruhen auf vier, in einem Fall auf fünf schlanken Rundsäulen, deren profilierte Basen auf dem geschossteilenden Band stehen. Die Kapitelle der Arkaden sind aufwändig pflanzlich skulptiert und tragen dicke profilierte Kämpferplatten. Auf den Seitenwänden des Chors gibt es oberhalb der Dächer der Kapellen jeweils einen Arkadenfries von fünf Bögen mit sechs Säulen, in der wie vor beschriebenen Ausführung.

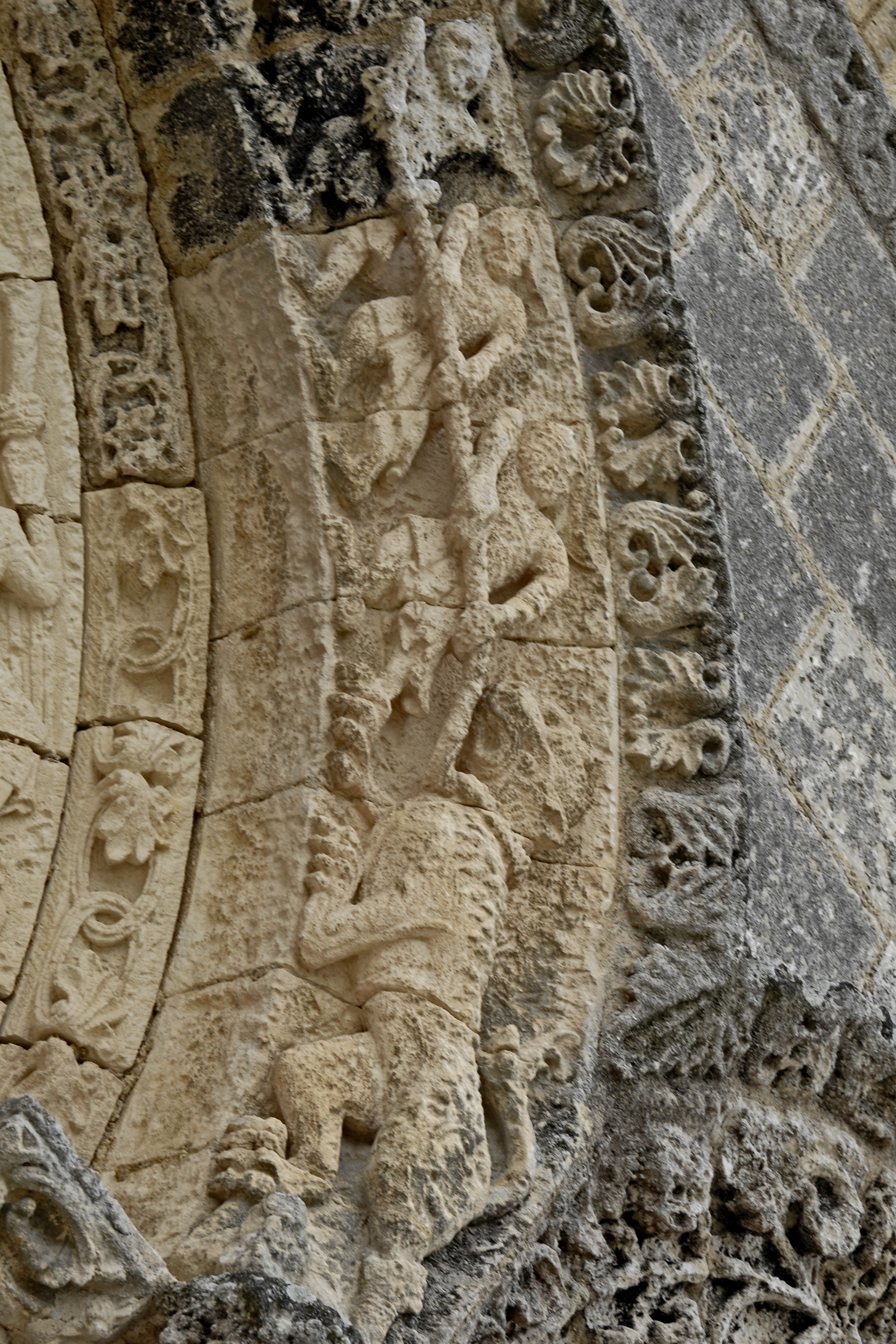
Archivoltenhauptportal, "Zugtier" (Löwe?)

Die Kragsteinmodellierungen der Chor- und Kapellenapsiden sind fast alle moderne Nachbildungen der verwitterten Steine. Die Darstellungen stammen überwiegend aus der Fantasie- und Mythenwelt des Mittelalters, wie Porträts von Monstern, Teufeln, Menschen und Tieren, Ganzkörperdarstellungen von Akrobaten und Paaren und vieles andere.
Die Fenster der Kapellen sind schlitzartig, kaum handbreit und mit einem kleinen Rundbogen ausgestattet. Das einzige Fenster in der Apsismitte der Südkapelle ist völlig schmucklos. Ihre zur Gironde weisende Wand ist gänzlich geschlossen. Die beiden Fenster der Nordkapelle sind mit einem Archivoltenbogen und zwei Rundsäulen versehen, ähnlich denen der Chorapsis. Sie werden mit etwas Abstand überdeckt von halbkreisförmigen Bögen aus je einem schmalen geometrisch dekorierten Band.

#### Nordfassade
Die Stirnwand des nördlichen Querhausarms trägt die eigentliche Schaufassade von Sainte-Radegonde, gestaltet in der Tradition der romanischen Baukunst der Saintonge. Sie weist in Richtung Friedhof und Dorf. Von dort kamen die Jakobspilger, sie betraten die Kirche durch das Nordportal. Im Gegensatz zu den eher heiteren, fast parodistischen Skulpturen der Romanik im südlichen Poitou überwiegen hier düster wirkende Skulpturen von Fabeltieren und Dämonen.

#### Grobgliederung
Das hoch gestellte Rechteck der Fassade wird seitlich in ganzer Höhe begrenzt durch je eine Lisene oder Pfeilervorlage, die kaum handbreit von der Gebäudeecke eingerückt ist. Sie reicht ohne Unterbrechung hinauf, bis unter ein die Fassade gegenüber dem Giebelfeld trennendes auskragendes Gesimsband, das von Kragsteinen unterstützt wird.

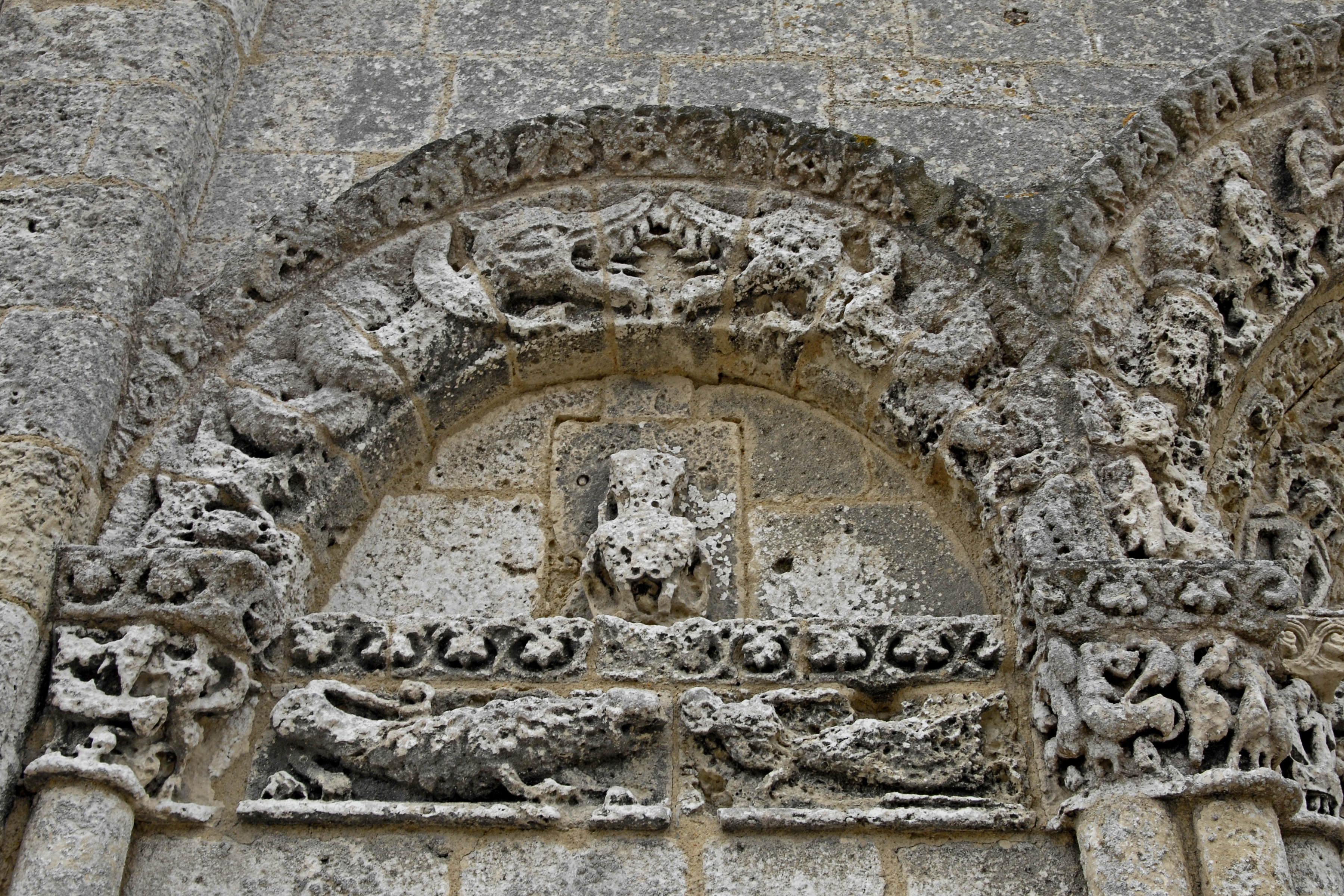
Linkes Scheinportal

Das Fassadenfeld darunter, zwischen den Sockeln und den Lisenen ist horizontal in zwei nahezu gleich hohe Geschosse unterteilt, die durch ein pflanzlich dekoriertes Band getrennt werden, bündig abschließend mit dem darunter befindlichen Mauerwerk.
Der mehrfach profilierte Sockel unter dem Erdgeschoss ist etwas höher als bei den anderen Gebäudeteilen. Auf dem Niveau des Kirchenbodens gibt es eine Abstufung des Sockels und im Öffnungsbereich des Portals die dritte Stufe der Eingangstreppe.
Das Erdgeschoss wird dominiert durch die Archivolten-Portalgruppe. Sie besteht aus dem Hauptportal und den beiden flankierenden, etwa halb so breiten Scheinportalen. Die Wandoberfläche des Obergeschosses tritt um eine Säulendicke hinter die des Erdgeschosses zurück. Darüber ist eine Gruppe von sieben Blendarkaden angeordnet, deren Bogenscheitel sich auf etwa zwei Drittel der Höhe des Obergeschosses befinden. Die Wandoberfläche darüber ist waagerecht, etwa hälftig mit einem einfachen Band aus zwei schmalen Stabprofilen unterteilt.

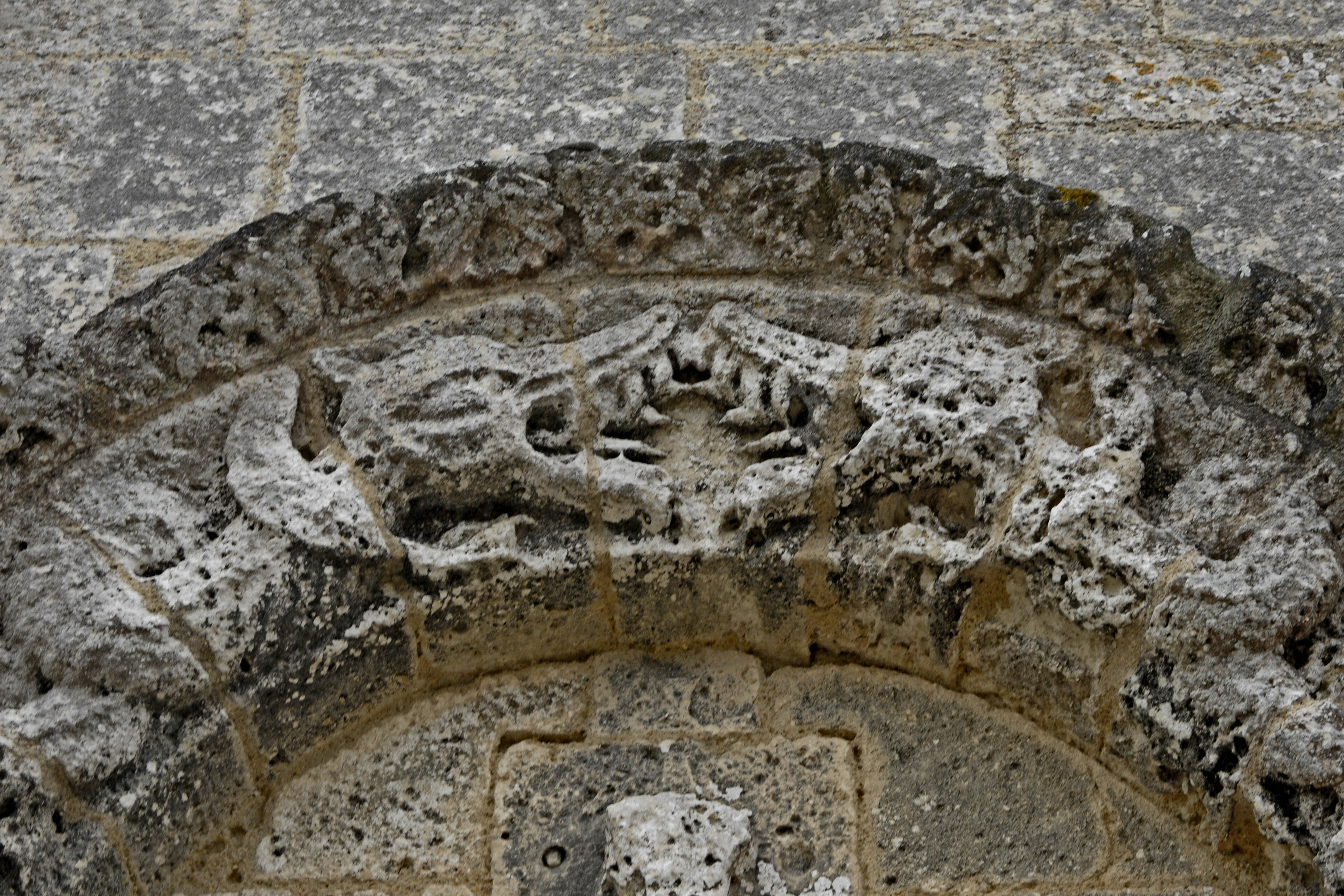
Linkes Scheinportal, zwei Drachen

Über dem das Obergeschoss oberseitig begrenzenden Gesims ragt ein glattes Giebelfeld auf, dessen Ortgänge genau auf Höhe und im Verlauf der Ziegeleindeckung abschließen. In das Gesims ragt teilweise die Keilsteineinfassung eines kreisrunden Ochsenauges hinein.

#### Feinstrukturen
Das Hauptportal ist ein dreistufiges Archivoltenportal mit unterschiedlich breiten Stirnseiten der Archivoltenbögen. Es ist in großen Teilen stark verwittert, andere Bereiche sind neuzeitlicher Ersatz, erkennbar an dem hellen noch nicht patinierten Stein.

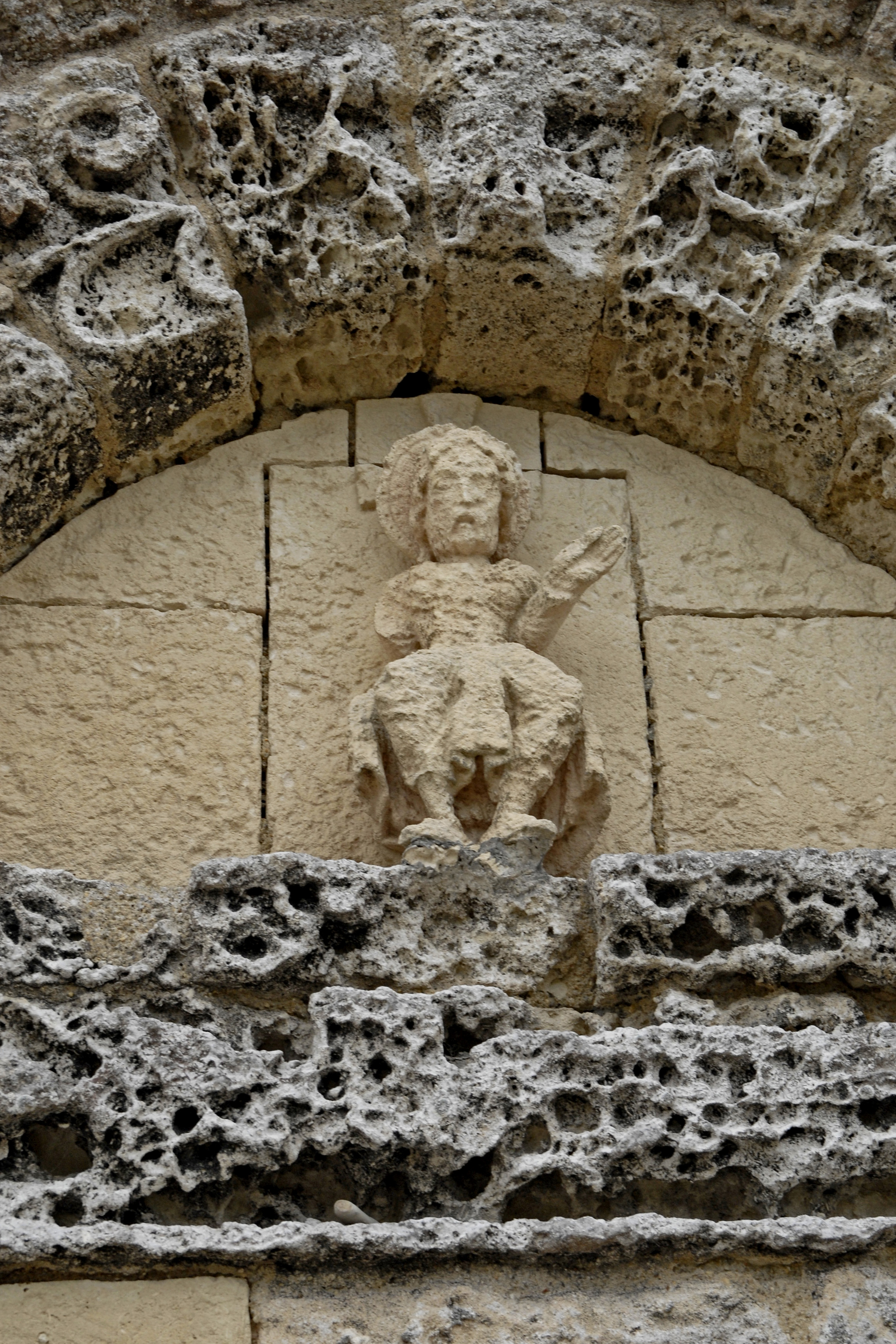
Rechtes Scheinportal, Christus mit Kreuznimbus

Es gibt ältere Fotografien und Postkarten, auf denen die heute wieder plastisch gestalteten Teile glatte unstrukturierte Oberflächen aufweisen. Die Nachbildungen wirken sehr authentisch, da die dargestellten Szenen symmetrisch, auf jeder Seite des Portals nahezu identisch geformt sind. Die Figuren auf den beiden inneren Archivoltenbögen sind tangential angeordnet, die auf dem äußeren hingegen radial angeordnet, bis auf die beiden großen Tiere an den Bogenenden.
Der innere Archivoltenbogen (Nr. 1) zeigt in seinem Scheitel einen Kreisring um das Lamm Gottes. Ihm streben auf jeder Seite zwei Engelgestalten zu, erkennbar an den Flügeln. Der obere steht auf einer Platte, die vom unteren Engel emporgehoben wird. Der dem Lamm Gottes nähere Engel schwenkt mit seiner Rechten einen pendelnden Gegenstand. Er könnte ein Räucherfass darstellen. Die rechten Engel sind stark verwittert. Ihre Haltung, die der anderen Seite genau entspricht, ist aber noch nachvollziehbar. Der innere Bogen wird auf der gleichen Stufe von einem deutlich schmaleren Band begleitet, das pflanzliche Ornamente präsentiert.
Der mittlere Archivoltenbogen (Nr. 2) zeigt in seinem Scheitel ein stark verwittertes und deshalb kaum zu erkennendes Motiv. Mit etwas Fantasie könnte man in Frontalansicht ein 'Gesicht' eines Greifvogelmonsters erblicken, mit weit aufgerissenen Augen. Auf den weiterführenden Bögen sind auf jeder Seite drei 'Akrobaten' dargestellt. Die unteren knien auf dem Boden und halten mit den Händen ihre nach oben abgewinkelten Unterschenkel fest, anatomisch nicht ganz richtig dargestellt. Auf ihren Schultern steht ein weiterer Akrobat. Er hält mit abgewinkelten Armen die Hände empor und ergreift die ausgestreckten Arme des dritten Akrobaten, der mit seinen ausgestreckten Beinen gegen den Monsterkopf reicht. Darstellungen von Akrobaten findet man immer wieder an den Portalen mittelalterlicher Pilgerkirchen. Die der Geistlichkeit wegen ihrer bedenklichen Sitten verdächtigen Fahrenden weisen im Zusammenhang der Bauskulptur auf dämonische Kräfte, insbesondere auf das Laster der Wollust (luxuria) und der ungezügelten Sinnlichkeit.
Auch dieser Archivoltenbogen wird vom nächsten mit einem oberflächenbündigen schmalen Band mit pflanzlichen Strukturen, in denen man sogar Weinblätter identifizieren könnte, getrennt.

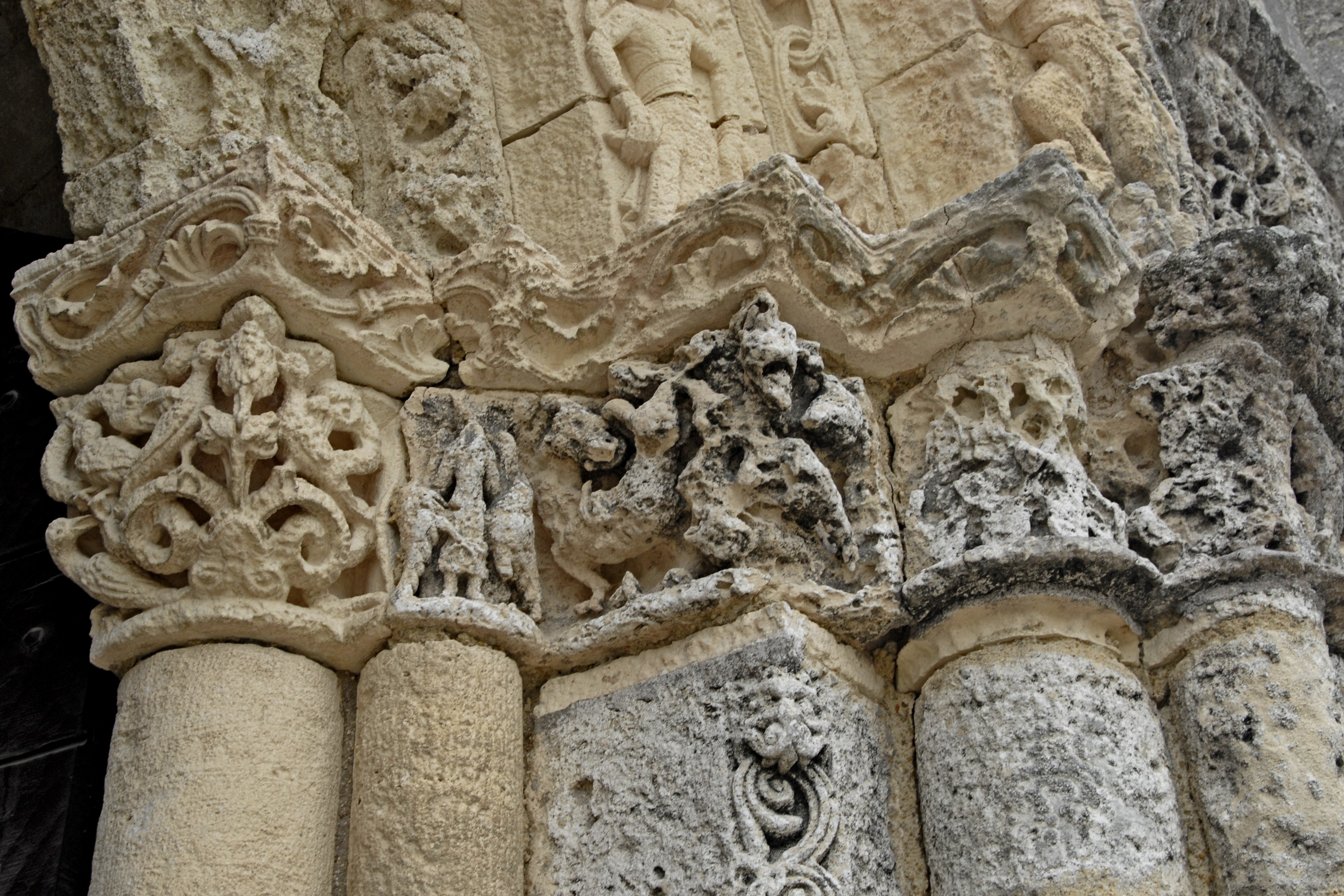
Kapitelle Hauptportal rechts

Der äußere Archivoltenbogen (Nr. 3) ist anderthalbfach breiter als die beiden anderen. Im Bogenscheitel hockt eine Person in Frontalansicht auf seinen angewinkelten Unterschenkeln. Sie empfängt offensichtlich die zu beiden Seiten emporstrebenden Personengruppen. Es handelt sich um jeweils fünf an einem dicken Seil ziehenden Menschen. Ihre Körperneigung und die übrige Gestik zeigen, dass sie sich dabei ziemlich anstrengen. Am Ende des Seils ist großes Tier angebunden, vermutlich ein Löwe, der sich mit riesigen Krallen in den Untergrund verhakt, und sich damit gegen ein Vorankommen sträubt. Der Bogen Nr. 3 wird wieder umschlossen von einem schmaleren, mit pflanzlichen Ornamenten aufwändig skulptierten Band.

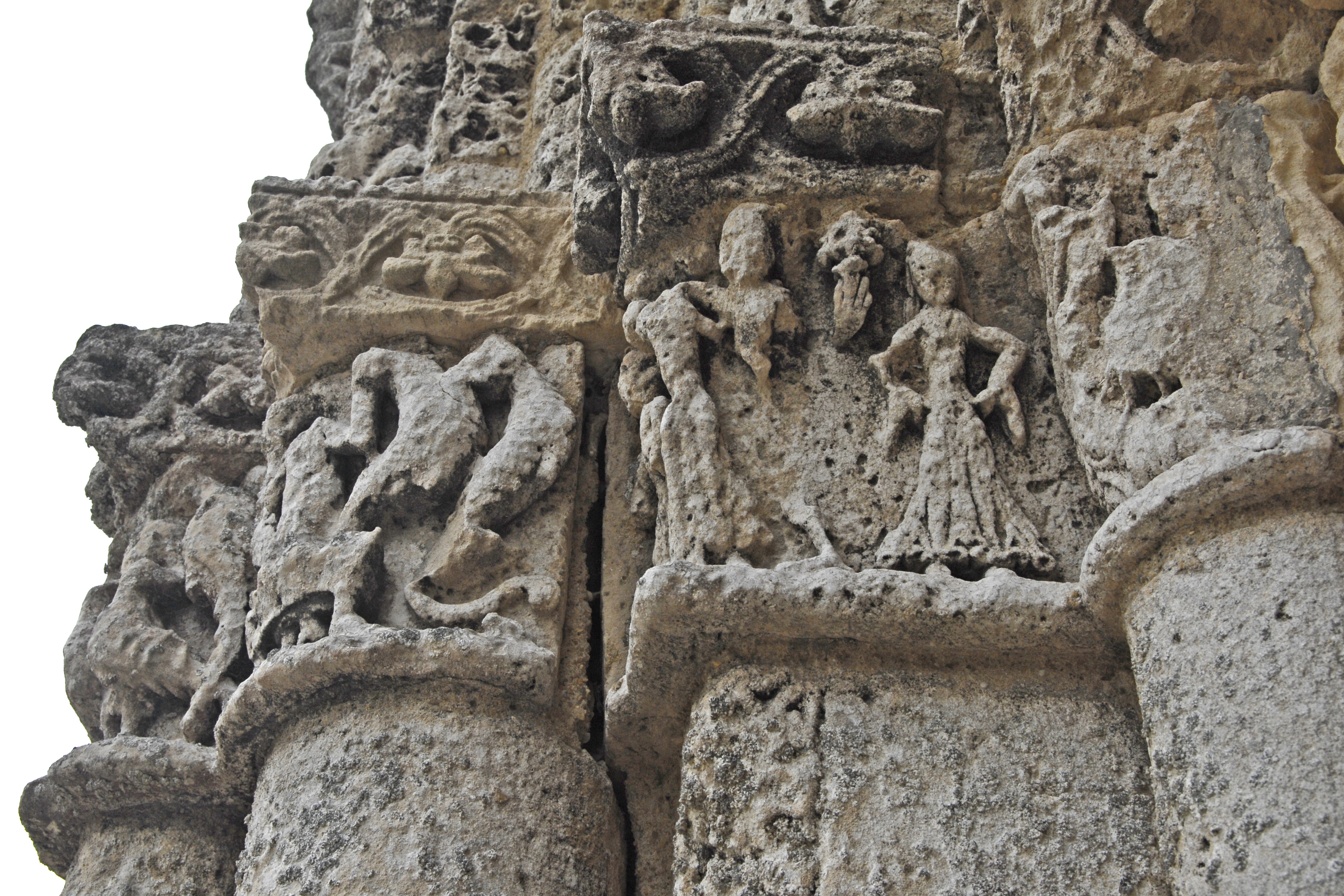
Kapitelle Hauptportal links

Die drei Archivoltenbögen mit ihren beiden Begleitern stehen auf fünf Rundsäulen, an die sich noch eine sechste für das flankierende Scheinportal anschließt. Die Säulengruppe wird gekrönt von sechs Kapitellen, alle unterschiedlich figural skulptiert, mit breiten Kämpferplatten, die Mit Pflanzen gestaltet sind. Die Figuren sind überwiegend tierischer Gestalt, vierbeinige Monster, im Wechsel mit Vögeln oder auch menschlichen Gestalten. Auch hier hat die Verwitterung erhebliche Verstümmelungen hinterlassen.
Die das Hauptportal flankierenden einstufigen Archivolten-Scheinportale weisen unterschiedliche Gestaltungen auf. Der Archivoltenbogen des linken Portals zeigt zwei sich gegenüber stehende und sich bedrohende, echsenartige Drachen, mit mehrfach gewundenem Schwanz, weit aufgerissenem Rachen und gefletschten Zähnen. Seit den Kirchenvätern verkörpert der Drache in der mittelalterlichen Symbolik das Prinzip des Bösen. Der Drache ist als Symbol ist wie auch viele andere ambivalent. In Südfrankreich scheint sich die Drachensymbolik mit nordischen Einflüssen zu mischen und eine insgesamt negative Bedeutung anzunehmen: Möglicherweise klingen hier noch Vorstellungen der die Welt umschlingenden, monströsen und giftigen Midgardschlange nach, d. h. der Drache verkörpert das Böse, den Teufel, den der Mensch zu besiegen hat, um nach dem Jüngsten Gericht ins Paradies aufgenommen zu werden.

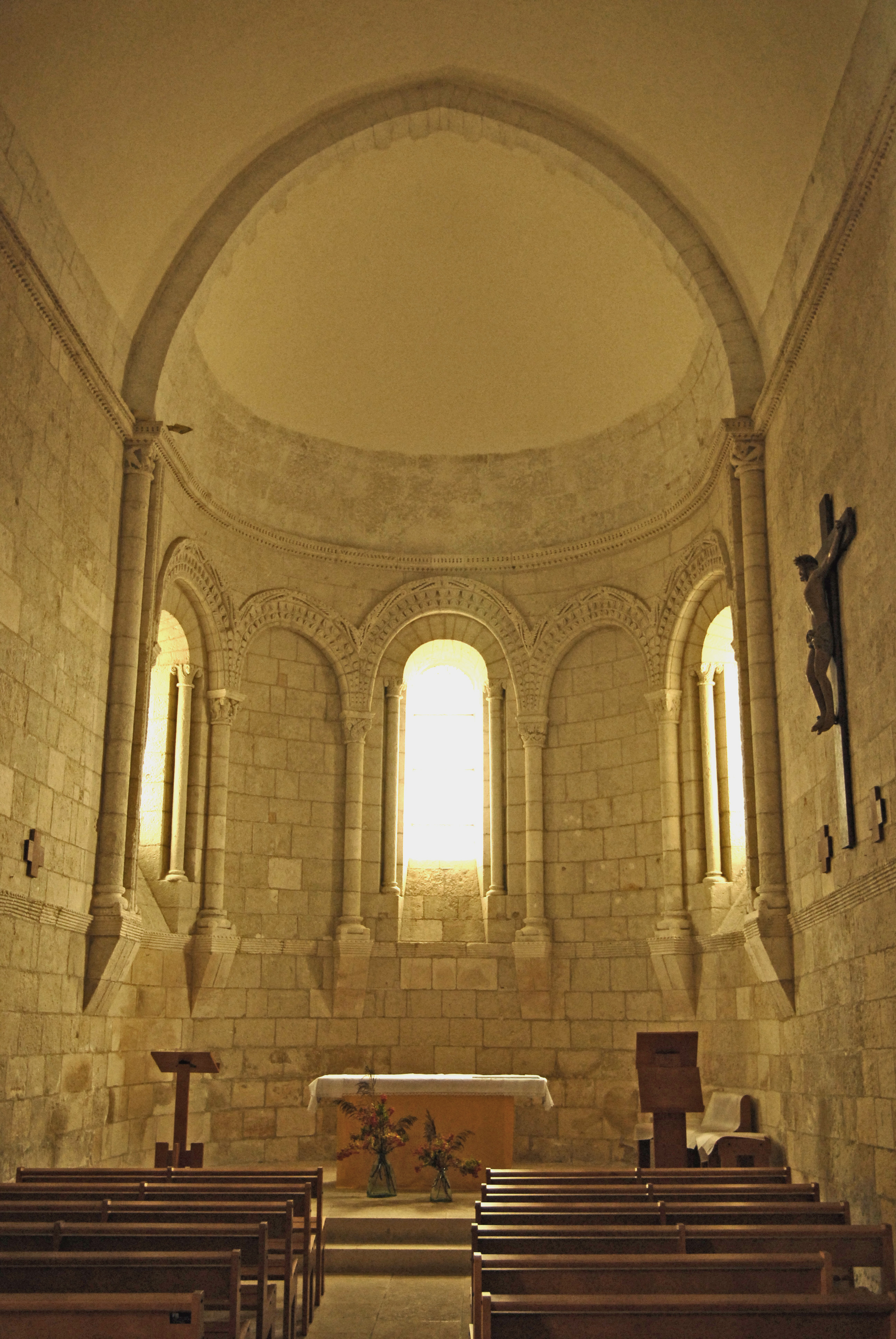
Chorraum

Der Archivoltenbogen steht jeweils auf einer Rundsäule mit Kapitell und Kämpfer, wie beim Hauptportal. In Höhe der Kapitelle gibt es ein breites Band auf dem links vermutlich ein Drache das Maul aufreißt. Auf der rechten Seite befindet sich in liegender Haltung eine vielleicht weibliche Person, mit dem Kopf unmittelbar gegenüber dem Maul des Drachen. Vielleicht handelt es sich um den Drachen und die Prinzessin (St.-Georgs-Legende). Darüber setzt sich die Kämpfer-Ornamentik in einem gleich breiten Band fort. Im Bogenfeld erkennt man mühsam die Reste einer sitzenden Person ohne Kopf, aber an dessen Stelle auf dem Hintergrund ein gleichschenkliges Kreuz, ein Überbleibsel eines Kreuznimbus, der in der romanischen Ikonographie stets den drei göttlichen Personen vorbehalten blieb.
Auf dem Archivoltenbogen des rechten Scheinportals ist das Gebilde in seinem Scheitel so gut wie nicht zu identifizieren. Beidseitig davon wächst eine pflanzliche Ranke mit Blättern und Blüten, oder Früchten bis zum Bogenende abwärts. Auch die Struktur auf dem Band zwischen den Kämpfern ist stark verwittert. Es könnte aber eine weibliche Person dargestellt sein, mit den Beinen am rechten Ende des Bandes und dem Kopf am linken Ende. Die im Bogenfeld sitzende männliche Person ist wesentlich besser erhalten oder nachgebildet, als im linken. Hier trägt der Kopf einen Kreuznimbus. Die einzig erhaltene linke Hand erweist dem Betrachter den Segensgestus. Es handelt sich eindeutig um Jesus Christus.

### Inneres

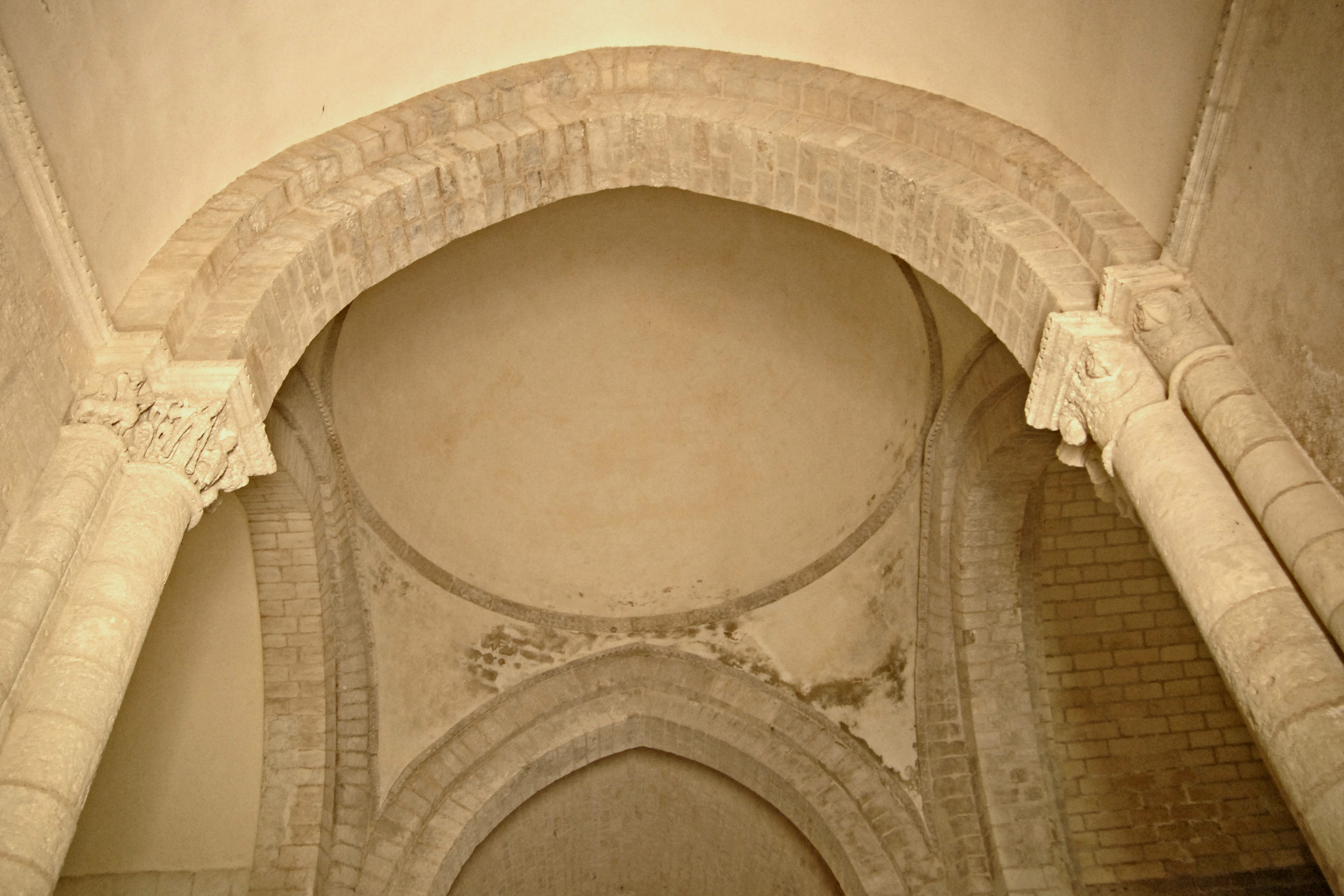
Vierung mit Pendentifkuppeln

Die Gewölbehöhe, die man der Kirche von außen nicht ansieht, überrascht zunächst. Die Vierung ist von einer halbkugelförmigen Kuppel auf vier Pendentifs (Hängezwickel) überwölbt. Angespitzte Rundbögen, im Querschnitt abgestuft, leiten die Lasten der Kuppel und des Vierungsturms in die Vierungspfeiler-Bündel, die sich auf jeder Seite aus einer dicken Halbrundsäule und sie flankierenden schlankeren Begleitsäulen zusammensetzen. Ähnlich, aber nur kleiner sind die Bogendurchlässe von den Querhausarmen zu den Kapellen ausgebildet.
Die Vierungspfeiler-Bündel werden von figürlich reich dekorierten Kapitellgruppen gekrönt. Von Bedeutung ist die Szene aus der Legende des heiligen Georg, der die Prinzessin dem Maul des schrecklichen Ungeheuers entreißt. An anderer Stelle finden sich groteske Masken, die von Wolken begleitet werden, außerdem fantastische Tiergestalten, die sich gegenseitig verschlingen.
Die fast quadratischen Querhausarme und der Chor sind gleich breit, das übrig gebliebene letzte Joch des Schiffs ist geringfügig breiter. Die vorgenannten Raumteile sind mit einer angespitzten Tonne eingewölbt. Das gilt auch für die deutlich kleineren Kapellen. Die Wölbungen von Chor und Kapellen werden in Form von Halbkuppelkalotten abgeschlossen. Die Zuspitzung der Gewölbe und Bögen ist eine Erfindung der burgundischen Architektur (Cluny), was auf die Abhängigkeit der talmonter Prioratskirche von der Abtei Saint-Eutrope in Saintes hinweist.

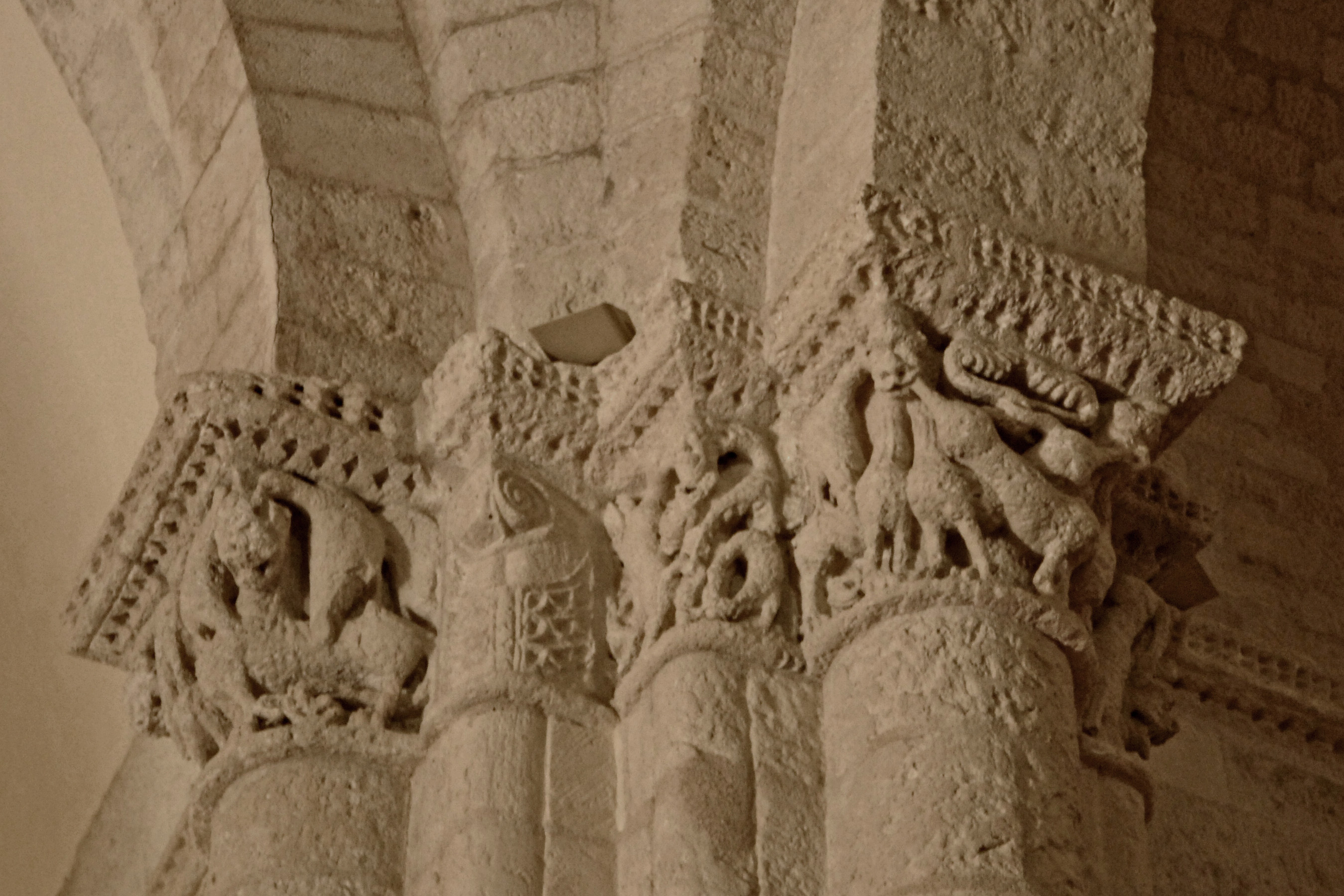
Vierungskapitelle

Das Gewölbe des Chors wird von der Apsis durch einen Gurtbogen getrennt, der auf Halbrundsäulen mit schlankeren Begleitsäulen ruht. Diese stehen etwa 2,50 m über dem Boden mit ihren profilierten Basen auf kantigen Kragsteinen, die raumseitig nach unten abgeschrägt sind. Um die gerundete Apsis herum verläuft ein Blendarkadenfries von fünf Arkadenbögen, dessen sechs Halbrundsäulen ebenfalls auf Kragsteinen stehen, in gleicher Form und Höhe wie die beiden vorgenannten. Sie werden von Kapitellen mit vegetabilischer Gestaltung gekrönt. Die Arkadenbögen sind geometrisch strukturiert. Der mittlere Bogen ist etwas breiter und damit auch höher als die anderen. In der mittleren und den beiden äußeren Arkadennischen sind schlanke Rundbogenfenster eingelassen, mit Rundbogenpfeilern flankiert, die in Kantenrücksprüngen stehen. Die Fensterlaibungen sind nach innen geweitet, die untere Laibung ist steil abgeschrägt. Im Chor und dessen Apsis werden die Gewölbe von den Wandoberflächen durch ein geometrisch verziertes Kraggesims getrennt. In den Kapellen ist dieses Band profiliert. Auf Höhe der Kragsteinoberkante verläuft um den ganzen Chorraum und über die Kragsteine hinweg ein gerilltes Band. Die Fenster der Kapellen kommen ohne Schmuckelemente aus.

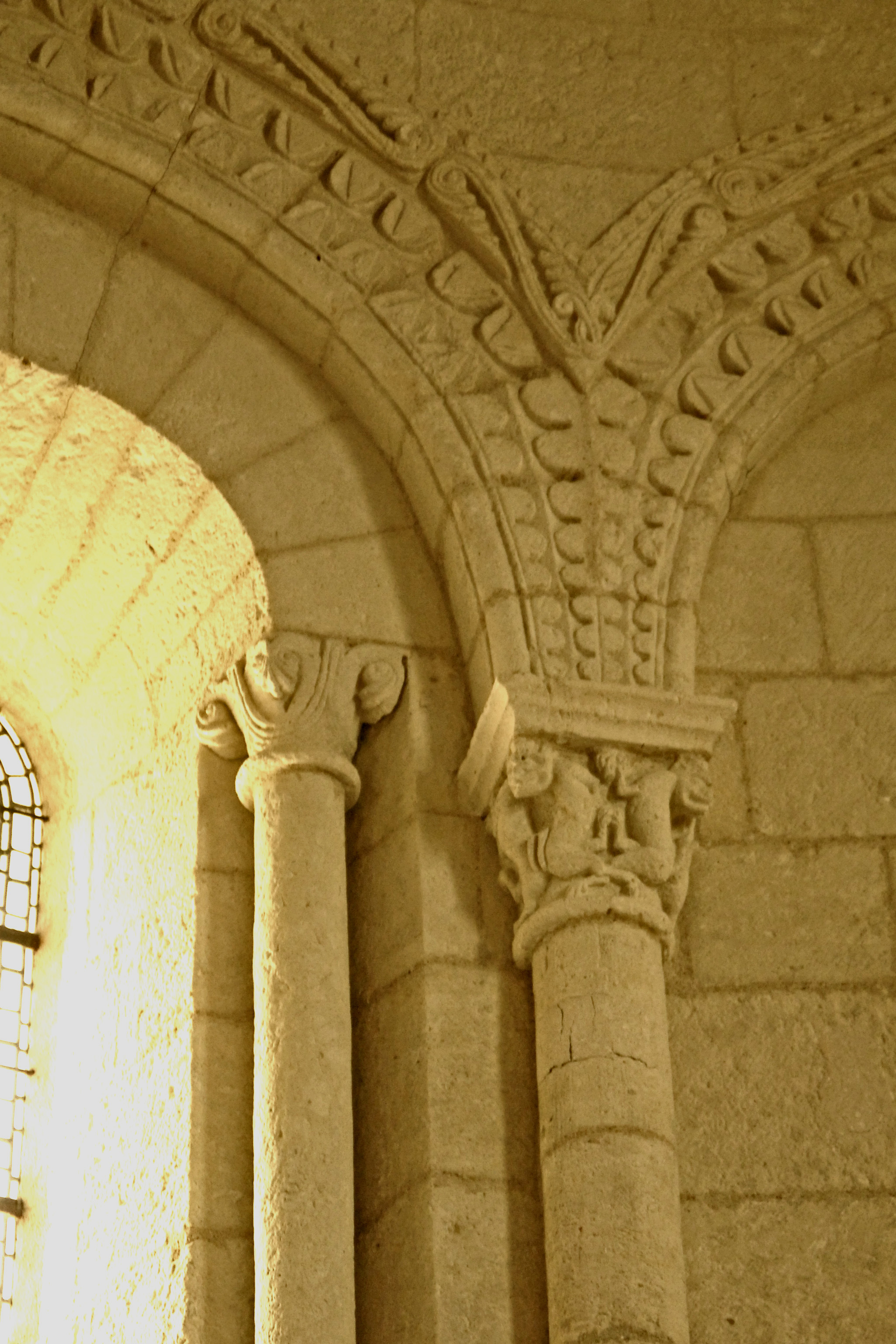
Arkadenkapitelle in Chorapsis

Die Wände der Kirche bestehen auch innenseitig aus großformatigen Blocksteinen im natürlichen hellbeigen Farbton. Die Gewölbe sind teilweise weiß verputzt, teils aber aus steinsichtigen Natursteinen in flachen Formaten.
In der nördlichen Kapelle hängt nach ihrer Restaurierung wieder die Fregatte der Kirche von Talmont, ein weithin bekanntes Schiffsmodell, in dessen Nähe man im 19. Jahrhundert Votivtafeln angebracht hatte, im Gedenken an verunglückte und gerettete Seeleute.